# Liste der Wiener Gemeindebauten/Landstraße
Diese Liste zählt die Gemeindebauten im 3. Wiener Gemeindebezirk Landstraße auf.
Es werden nur solche Objekte angeführt, die seit Beginn des sozialen Wohnbaus errichtet wurden. Ältere Häuser, die im Besitz der Stadt Wien sind und in denen ebenfalls Gemeindewohnungen vergeben werden, fehlen daher.
| Name / ID                                                          | Foto |                 | Adresse                                         | Baujahr   | Architekt(en)                                                                                                | Kunstobjekte | Wohnungen | Anmerkungen |
| ------------------------------------------------------------------ | ---- | --------------- | ----------------------------------------------- | --------- | --- | --- | --------- | --- |
| Richard-Strauss-Hof 87                                             | 1    | Datei hochladen | Am Modenapark 8-9 Standort                      | 1953–1954 | Richard Horner, Wilhelm Kroupa                                                                               | Skulptur Die Lauschenden oder Richard-Strauss-Denkmal von Siegfried Charoux (1956/58) | 189       | Benannt nach Richard Strauss |
| 457                                                                | 1    | Datei hochladen | Am Modenapark 15 Standort                       | 1951–1952 | Robert Ulrich                                                                                                | | 28        | |
| 470                                                                | BW   | Datei hochladen | Apostelgasse 19-21 Standort                     | 1954–1955 | Paul Artmann                                                                                                 | | 73        | |
| 495                                                                | BW   | Datei hochladen | Apostelgasse 35 Standort                        | 1981–1983 | Norbert Mandl                                                                                                | | 25        | |
| 494                                                                | BW   | Datei hochladen | Arenberggasse 6 Standort                        | 1981–1982 | Herbert Neuroth                                                                                              | | 18        | Identadresse Barichgasse 17 |
| 482                                                                | 1    | Datei hochladen | Aspangstraße 11-13 Standort                     | 1960–1961 | Karl Janeschitz                                                                                              | | 23        | |
| 450                                                                | 1    | Datei hochladen | Barthgasse 5-7 Standort                         | 1949–1950 | Margarete Schütte-Lihotzky, Wilhelm Schütte                                                                  | Drei Majolikamedaillons über den Eingängen: Putto mit Wildente, Weintrauben und Getreideähren sowie Fisch von Michael Powolny (1950) | 36        | Identadresse Barthgasse 7A |
| 462                                                                | 1    | Datei hochladen | Baumgasse 12 Standort                           | 1969–1970 | Armin Dolesch                                                                                                | | 23        | Identadresse Landstraßer Hauptstraße 127 |
| Rabenhof 78 HERIS-ID: 40862 Objekt-ID: 40970                       | 1    | Datei hochladen | Baumgasse 29-41 Standort                        | 1925–1928 | Hermann Aichinger und Heinrich Schmid                                                                        | Bronzefigur Tanzende von Otto Hofner (1930), Natursteinplastik Musizierende Kinder von Margarete Hanusch (1959) | 1112      | Denkmalschutz Benannt nach der Rabengasse, bis 1934 nach Friedrich Austerlitz Identadresse Lustgasse 5-15, Kardinal-Nagl-Platz 5, St.-Nikolaus-Platz 1-7, Rüdengasse 22, Rabengasse 2-12, Rabengasse 1-9, Hainburger Straße 68-70 |
| 425                                                                | 1    | Datei hochladen | Baumgasse 43 Standort                           | 1953–1955 | Hermann Aichinger, Hermann Aichinger junior, Heinrich Schmid junior                                          | | 23        | |
| Leopold-Thaller-Hof 265                                            | BW   | Datei hochladen | Baumgasse 59-61 Standort                        | 1976–1978 | Gerd Neversal                                                                                                | | 33        | Benannt nach Leopold Thaller |
| 451                                                                | BW   | Datei hochladen | Baumgasse 63-65 Standort                        | 1949–1951 | Wilfried Poszpisily                                                                                          | | 24        | |
| 500                                                                | 1    | Datei hochladen | Blattgasse 5 Standort                           | 1989–1991 | Maschek & Schmidt                                                                                            | | 43        | Identadresse Stammgasse 2, Blütengasse 2-4 |
| 431 HERIS-ID: 11708 Objekt-ID: 7817                                | 1    | Datei hochladen | Dietrichgasse 32-34 Standort                    | 1926–1927 | Bruno Richter                                                                                                | | 70        | Denkmalschutz Identadresse Drorygasse 17 |
| 499                                                                | BW   | Datei hochladen | Dietrichgasse 35-37 Standort                    | 1987–1989 | Gerhard Krampf                                                                                               | | 36        | |
| 501                                                                | BW   | Datei hochladen | Dietrichgasse 45 Standort                       | 1987–1988 | Johann Schobermayr                                                                                           | | 13        | |
| Landstraßer Hof 427 HERIS-ID: 11713 Objekt-ID: 7822                | 1    | Datei hochladen | Drorygasse 8 Standort                           | 1924–1925 | Karl Badstieber                                                                                              | | 110       | Denkmalschutz Identadresse Göllnergasse 37, Dietrichgasse 28-30 |
| Erdberger Hof 76 HERIS-ID: 11714 Objekt-ID: 7823                   | 1    | Datei hochladen | Drorygasse 19-23 Standort                       | 1921–1922 | Karl Schmalhofer                                                                                             | Reliefs mit Arbeiterköpfen oberhalb der Eingänge | 61        | Denkmalschutz Benannt nach dem Stadtteil Erdberg |
| 428 HERIS-ID: 12289 Objekt-ID: 8426                                | 1    | Datei hochladen | Engelsberggasse 3 Standort                      | 1927–1928 | Alfred Chalousch, Heinrich Schopper                                                                          | | 40        | Denkmalschutz Bildet eine Einheit mit Riesgasse 4 |
| 505                                                                | 1    | Datei hochladen | Erdbergstraße 5-7 Standort                      | 1993–1995 | Edgar Göth, Peter Schwager                                                                                   | | 30        | Identadresse Kundmanngasse 28 |
| 489                                                                | 1    | Datei hochladen | Erdbergstraße 12-14 Standort                    | 1973–1975 | Ernst Huss                                                                                                   | Natursteinplastik Stele von Wolfgang Haidinger (1974/75) | 66        | |
| 480                                                                | 1    | Datei hochladen | Erdbergstraße 16-28 Standort                    | 1961–1963 | Willy Grunert                                                                                                | Natursteinplastik Flusspferd mit Jungem von Rudolf Schmidt (1961/63), Spielplastik Krokodil von Rudolf Beran (1959/64), Spielplastik Clown von Franz Pixner (1961/66)                                                                                           | 86        | Der Clown wurde im Kurpark Oberlaa gesichtet (dort finden sich statt einer zwei) |
| 493                                                                | 1    | Datei hochladen | Erdbergstraße 36 Standort                       | 1977–1979 | Walter Muchar                                                                                                | Plastik Grüner Wolkensitz von Gottfried Höllwarth im Innenhof | 28        | |
| 481                                                                | 1    | Datei hochladen | Erdbergstraße 126-130 Standort                  | 1962–1963 | Ernst Berg, Theophil Niemann, Kurt Vana, Heinrich Vana                                                       | | 46        | |
| 483                                                                | 1    | Datei hochladen | Erdbergstraße 134 Standort                      | 1962–1963 | Ernst Berg, Theophil Niemann, Kurt Vana, Heinrich Vana                                                       | | 11        | |
| 484                                                                | 1    | Datei hochladen | Erdbergstraße 140-144 Standort                  | 1962–1963 | Rudolf Brandstätter                                                                                          | | 32        | |
| 436                                                                | BW   | Datei hochladen | Eslarngasse 3-9 Standort                        | 1959–1960 | Hanns Hilscher                                                                                               | Skulptur Kämmende von Hannes Haslecker (1959/61) | 86        | Identadresse Marilaungasse 3 |
| 469                                                                | BW   | Datei hochladen | Fasangasse 35-37 Standort                       | 1954–1955 | Friedrich Pangratz                                                                                           | | 78        | Identadresse Kölblgasse 6 |
| 463                                                                | 1    | Datei hochladen | Gerlgasse 14 Standort                           | 1952–1953 | Frank Schläger, Fritz Slama                                                                                  | Zwei Sgraffitowandbilder Versorgung der Stadt (1952/53) an den Schmalseiten: in der Hohlweggasse von Franz Elsner, in der Keilgasse von Bartholomäus Stefferl                                                                                                   | 111       | Identadresse Keilgasse 1-5, Hohlweggasse 6 |
| Franz-Adelpoller-Hof 89                                            | 1    | Datei hochladen | Gestettengasse 12-22 Standort                   | 1957–1959 | Herbert Prehsler, Eduard Sekler, Anton Valentin                                                              | | 253       | Benannt nach dem Freiheitskämpfer und Gemeinderatsabgeordneten Franz Adelpoller (1898–1980) Identadresse Fiakerplatz 6-7, Schlachthausgasse 24a, Schlachthausgasse 24, Leonhardgasse 1, Kleingasse 1                              |
| 478                                                                | 1    | Datei hochladen | Gestettengasse 17 Standort                      | 1959–1961 | Ernst Berg, Theophil Nieman, Kurt Vana, Heinrich Vana                                                        | | 63        | Identadresse Fiakerplatz 4 |
| 475                                                                | 1    | Datei hochladen | Gestettengasse 21a Standort                     | 1958–1960 | Helene Koller-Buchwieser                                                                                     | | 15        | |
| Wildganshof 84 HERIS-ID: 47626 Objekt-ID: 50824                    | 1    | Datei hochladen | Grasbergergasse 4 Standort                      | 1931–1932 | Karl Hauschka, Viktor Mittag                                                                                 | Anton-Wildgans-Büste im Hof, Wandrelief Pflügender Bauer, beide von Alfons Riedel | 749       | Denkmalschutz Benannt nach Anton Wildgans Identadresse Wildgansplatz 1, Leberstraße 2a, Leberstraße 2, Hofmannsthalgasse 1, Landstraßer Hauptstraße 177-187                                                                       |
| 439                                                                | 1    | Datei hochladen | Göllnergasse 25 Standort                        | 1928–1929 | Franz Kuhn                                                                                                   | | 11        | |
| Franz-Schuster-Hof 83 HERIS-ID: 11818 Objekt-ID: 7936              | 1    | Datei hochladen | Hagenmüllergasse 14-16 Standort                 | 1927–1928 | Alfred Kraupa                                                                                                | | 49        | Denkmalschutz Benannt nach dem Schutzbündler und Opfer des Nationalsozialismus Franz Schuster (1904–1943) |
| 435 HERIS-ID: 11819 Objekt-ID: 7937                                | 1    | Datei hochladen | Hagenmüllergasse 21-23 Standort                 | 1927–1928 | Karl Dirnhuber                                                                                               | | 124       | Denkmalschutz Identadresse Drorygasse 10-12, Göllnergasse 26 |
| 433 HERIS-ID: 11820 Objekt-ID: 7938                                | 1    | Datei hochladen | Hagenmüllergasse 25 Standort                    | 1927–1928 | Hugo Mayer                                                                                                   | | 70        | Denkmalschutz Identadresse Drorygasse 25-27 |
| Felleishof 80 HERIS-ID: 11715 Objekt-ID: 7824                      | 1    | Datei hochladen | Hagenmüllergasse 32 Standort                    | 1927–1928 | Johann Rothmüller                                                                                            | | 104       | Denkmalschutz Benannt nach Roman Felleis |
| 502                                                                | 1    | Datei hochladen | Haidingergasse 24 Standort                      | 1989–1991 | Friedrich Moser                                                                                              | | 25        | Identadresse Göllnergasse 16 |
| 448                                                                | 1    | Datei hochladen | Hainburger Straße 57+61 Standort                | 1960      | Wilhelm Glattes, Kurt Nehrer, Fritz Purr                                                                     | Brunnen Geschwister (auch Huckepack) von Hans Knesl (1951), Bronzeplastik Der Baumsetzer von Franz Fischer (1956/60) am Stiegenaufgang der Gestettengasse zum Fiakerplatz                                                                                       | 121       | Das in die Anlage integrierte Haus Hainburger Straße 59 ist älter und stammt aus dem Jahr 1906 Identadresse Gestettengasse 10, Gestettengasse 6a, Gestettengasse 8a, Fiakerplatz 1                                                |
| 474                                                                | 1 BW | Datei hochladen | Wohnhausanlage Hofmannsthalgasse 12-24 Standort | 1957–1959 | Alfons Hetmanek, Wilhelm Urbanek, Walter Prutscher, Anton Josef Osika, Elisabeth Pongracz                    | Spielplastik aus Kunststein Zwei abstrakte Seekühe von Heinrich Deutsch, Plastik Singende Knaben von Siegfried Charoux, Plastik Familie von Oskar Bottoli, Relief und Mosaik Eulen (1957–1959) von Rudolf Beran bei Stiege 14.                                  | 294       | Identadresse Leberstraße 6a, Landstraßer Gürtel 95-109, Grasbergergasse 9-11 |
| 461                                                                | 1    | Datei hochladen | Jauresgasse 5-7 Standort                        | 1952–1953 | Erwin Böck                                                                                                   | | 42        | |
| 504                                                                | 1    | Datei hochladen | Kardinal-Nagl-Platz 6 Standort                  | 1992–1994 | Günther Oberhofer                                                                                            | | 38        | Identadresse Kardinal-Nagl-Platz 7 |
| Franz-Silberer-Hof 81 HERIS-ID: 11826 Objekt-ID: 7945              | 1    | Datei hochladen | Kardinal-Nagl-Platz 14 Standort                 | 1927–1928 | Georg Rupprecht                                                                                              | | 128       | Denkmalschutz Benannt nach dem Gewerkschafter und Reichsratsabgeordneten Franz Silberer (1871–1912) Identadresse Hagenmüllergasse 24-26, Drorygasse 16-18                                                                         |
| 488                                                                | 1    | Datei hochladen | Kegelgasse 17 Standort                          | 1975–1977 | Alfred Viktor Pal                                                                                            | | 36        | Identadresse Seidlgasse 10 |
| 452                                                                | 1    | Datei hochladen | Kegelgasse 44 Standort                          | 1950–1951 | Friedrich Grünberger                                                                                         | Relief Gänseweide oberhalb des Eingangs von Margarete Bistron-Lausch | 28        | |
| 432                                                                | 1    | Datei hochladen | Khunngasse 6-8 Standort                         | 1927–1928 | Josef Beer                                                                                                   | | 42        | |
| 438                                                                | 1    | Datei hochladen | Khunngasse 20 Standort                          | 1928–1929 | Rudolf Scherer                                                                                               | | 17        | |
| 477                                                                | 1    | Datei hochladen | Kleingasse 2 Standort                           | 1959–1961 | Walter Totz                                                                                                  | | 43        | |
| 453                                                                | 1    | Datei hochladen | Kleingasse 6-18 Standort                        | 1950–1951 | Josef Baudys, Rudolf Eisler                                                                                  | Brunnen Haustiergruppe von Gertrude Conrad (1951) | 125       | |
| 434 HERIS-ID: 11823 Objekt-ID: 7942                                | 1    | Datei hochladen | Klopsteinplatz 6 Standort                       | 1927–1928 | Walter Sobotka                                                                                               | | 65        | Denkmalschutz Identadresse Schrottgasse 10-12, Weinlechnergasse 4 |
| 472                                                                | 1    | Datei hochladen | Kollergasse 11-13 Standort                      | 1958–1959 | Karl Peroutka                                                                                                | Mosaik Landschaft von August Wenzel (1959/60) im Durchgang | 29        | Identadresse Kegelgasse 15 |
| 485                                                                | 1    | Datei hochladen | Kundmanngasse 30-32 Standort                    | 1962–1963 | Ferdinand Riedl                                                                                              | Installation „Warten auf Vögel IV“ von Josef Bernhardt (2008), Wandmalerei „Dada müssen wir durch“ von Schülern des Gymnasiums Kundmanngasse (2014) | 30        | |
| Josef-Illedits-Hof 86                                              | 1    | Datei hochladen | Kärchergasse 3-13 Standort                      | 1953–1954 | Heinrich Reiter, Brigitte Wiedmann                                                                           | Wandrelief Heimkehrender Arbeiter von Robert Ullmann (1952), Natursteinrelief Ruhende Frau über dem Durchgang von Marijan Matijević (1952) | 161       | Benannt nach dem Freiheitskämpfer und Politiker Josef Illedits (1903–1983) Identadresse Khunngasse 24 |
| 456                                                                | 1    | Datei hochladen | Kölblgasse 36 Standort                          | 1951–1952 | Rudolf Scherer                                                                                               | | 39        | Identadresse Kärchergasse 2 |
| Josef-Pfeifer-Hof 292                                              | 1    | Datei hochladen | Landstraßer Hauptstraße 11 Standort             | 1988–1990 | Wilhelm Holzbauer, Heinz Marschalek, Georg Ladstätter, Bert Gantar                                           | Figur des Heiligen Nikolaus in einer Nische (Denkmallisteneintrag) | 18        | Benannt nach dem Bezirksvorsteher der Landstraße Josef Pfeifer (1887–1971) Denkmalschutz bezieht sich auf die Nikolausfigur |
| Kurt-Steyrer-Hof 466                                               | 1    | Datei hochladen | Landstraßer Hauptstraße 92-94 Standort          | 1954–1955 | Johann Stöhr                                                                                                 | Steinplastik Bär von Josef Schagerl (1953/56), Figurengruppe Familie von Margarete Hanusch (1953/56) | 70        | Benannt nach Kurt Steyrer Identadresse Neulinggasse 1 |
| 445                                                                | 1    | Datei hochladen | Landstraßer Hauptstraße 129 Standort            | 1937–1938 | Wilhelm Peterle                                                                                              | | 9         | |
| 468                                                                | 1    | Datei hochladen | Landstraßer Hauptstraße 173-175 Standort        | 1953–1956 | Friedrich Albrecht, Alfred Bartosch, Rudolf Jarosch, Franz Mörth, Ferdinand Zimmermann                       | Natursteinplastik Frau mit Hasen von Fred Gillesberger (1954/55), Kinderspielplastik Robbe von Walter Auer (1958/60), Reliefbüste Josef Madersperger von Victor Theodor Slama (1954/61) an der Fassade                                                          | 394       | Inoffiziell Maderspergerhof genannt Identadresse Dr.-Bohr-Gasse 2-10, Viehmarktgasse 2, Rennweg 95 |
| Karl-Waldbrunner-Hof 284                                           | 1    | Datei hochladen | Lechnerstraße 2-4 Standort                      | 1981–1984 | Erwin Fleckseder, Sepp Frank, Peter Lindner, Heinz Neumann                                                   | eine abstrakte Skulptur von Wolfgang Haidinger im Hof | 512       | Benannt nach Karl Waldbrunner. Identadresse Dietrichgasse 47-49 |
| 473                                                                | 1    | Datei hochladen | Leonhardgasse 2-10 Standort                     | 1957/58   | Hermann Aichinger, Robert Kotas, Heinrich Reitstätter, Ferdinand Riedl, Hilde Schwaiger, Hermann Stiegholzer | Kapelle der Magna Mater Austria (1713) in die Wand integriert (Denkmallisteneintrag), Reliefbild Assanierung Erdbergs von Ilse Pompe (1955/57), Wandmosaik mit der Darstellung Alt-Erdberger Häuser vor der Assanierung von Otto Trubel (1957/58)               | 339       | Kapelle unter Denkmalschutz. Identadresse Baumgasse 45-53, Fiakerplatz 8, Hainburger Straße 70 |
| 479                                                                | 1    | Datei hochladen | Leonhardgasse 7-13 Standort                     | 1961–1962 | Herbert Prehsler, Eduard Sekler                                                                              | | 78        | |
| 422                                                                | 1    | Datei hochladen | Lorbeergasse 6 Standort                         | 1955–1959 | Gustav Jahn                                                                                                  | | 27        | Identadresse Untere Viaduktgasse 27 |
| 430 HERIS-ID: 11719 Objekt-ID: 7828                                | 1    | Datei hochladen | Ludwig-Koeßler-Platz 3 Standort                 | 1926–1927 | Artur Berger, Josef Berger, Martin Ziegler                                                                   | | 127       | Denkmalschutz Identadresse Schlachthausgasse 2-6, Fruethstraße 1-3 |
| Hanuschhof 77 HERIS-ID: 11721 Objekt-ID: 7830                      | 1    | Datei hochladen | Ludwig-Koeßler-Platz 4 Standort                 | 1923–1925 | Robert Oerley                                                                                                | Bronzestatue eines Athleten von Carl Gelles (1925) | 475       | Denkmalschutz Benannt nach Ferdinand Hanusch Identadresse Lechnerstraße 1-5, Dietrichgasse 59-63, Erdberger Lände 50-54 |
| 491                                                                | 1    | Datei hochladen | Löwengasse 5 Standort                           | 1979–1981 | Ernst Huss                                                                                                   | | 12        | |
| Hundertwasserhaus 1744                                             | 1    | Datei hochladen | Löwengasse 41-43 Standort                       | 1983–1985 | Josef Krawina, Peter Pelikan nach einer Idee von Friedensreich Hundertwasser                                 | | 50        | als ökologisches Wohnprojekt konzipiert. Identadresse Kegelgasse 36-38 |
| 476                                                                | 1    | Datei hochladen | Markhofgasse 6 Standort                         | 1959–1961 | Hilde Filas                                                                                                  | Mosaike Byzantinische Ornamente von Oskar Schmal oberhalb der beiden Eingänge | 29        | |
| 471                                                                | 1    | Datei hochladen | Markhofgasse 12-18 Standort                     | 1954–1956 | Wilhelm Cermak, Rudolf Pamlitschka, Karl Schwanzer                                                           | Skulptur Vogelflug aus Bronze und Schmiedeeisen von Eduard Robitschko (1954/55) | 272       | Identadresse Barthgasse 13-15 |
| 467                                                                | 1    | Datei hochladen | Markhofgasse 20 Standort                        | 1969–1971 | Ferdinand Gaisser, Adolf Illner                                                                              | | 39        | Identadresse Barthgasse 17 |
| 446                                                                | 1    | Datei hochladen | Marxergasse 12 Standort                         | 1967–1968 | Franz Tisina                                                                                                 | | 32        | |
| 497                                                                | 1    | Datei hochladen | Matthäusgasse 3 Standort                        | 1983–1984 | Johann Georg Gsteu                                                                                           | | 14        | |
| Alice-und-Heinrich-Scheuer-Hof 442 HERIS-ID: 11821 Objekt-ID: 7939 | 1    | Datei hochladen | Neulinggasse 39 Standort                        | 1930–1931 | Armand Weiser                                                                                                | | 55        | Denkmalschutz Benannt nach den Opfern des Nationalsozialismus Alice (1889–1942) und Heinrich Scheuer (1895–1972) Identadresse Salesianergasse 13, Grimmelshausengasse 10                                                          |
| Ungerhof 85                                                        | 1    | Datei hochladen | Obere Bahngasse 4-8 Standort                    | 1932–1933 | Otto Kuntschik                                                                                               | | 164       | Benannt nach Joseph Unger Identadresse Gerlgasse 9-13 |
| 455                                                                | 1    | Datei hochladen | Paracelsusgasse 4 Standort                      | 1949–1951 | Franz Kuhn                                                                                                   | Relief Spielende Kinder von Mea Bratusch oberhalb des Einganges | 19        | |
| Marianne-Hainisch-Hof 79 HERIS-ID: 97247 Objekt-ID: 113003         | 1    | Datei hochladen | Petrusgasse 15 Standort                         | 1927–1928 | Rudolf Perthen                                                                                               | | 25        | Denkmalschutz Benannt nach Marianne Hainisch Identadresse Landstraßer Hauptstraße 149 |
| 490                                                                | 1    | Datei hochladen | Pfarrhofgasse 14 Standort                       | 1975–1977 | Herbert Müller-Hartburg                                                                                      | | 15        | |
| 429                                                                | 1    | Datei hochladen | Riesgasse 4 Standort                            | 1926–1927 | Oskar Unger                                                                                                  | | 39        | Bildet mit Engelsberggasse 3 eine Einheit |
| Frieda-Nödl-Hof 264                                                | 1    | Datei hochladen | Rochusgasse 3-5 Standort                        | 1977–1978 | Herbert Müller-Hartburg                                                                                      | Bronzefigur Tänzerin von Walter Leitner (1978) | 34        | Benannt nach der Widerstandskämpferin und Gemeinderatsabgeordneten Frieda Nödl (1898–1979) |
| Anton-Kohl-Hof 82 HERIS-ID: 11722 Objekt-ID: 7831                  | 1    | Datei hochladen | Rüdengasse 8-10 Standort                        | 1927–1928 | Camillo Fritz Discher, Paul Gütl                                                                             | | 179       | Denkmalschutz Benannt nach dem Politiker und Gewerkschafter Anton Kohl Identadresse Hagenmüllergasse 15-17, Göllnergasse 20-22 |
| 464                                                                | 1    | Datei hochladen | Salmgasse 19 Standort                           | 1953–1954 | Karl Heiny                                                                                                   | | 48        | Identadresse Siegelgasse 2-4 |
| 460                                                                | 1    | Datei hochladen | Schimmelgasse 23 Standort                       | 1952–1953 | Josef Hansmann                                                                                               | | 47        | Identadresse Landstraßer Hauptstraße 161 |
| 486                                                                | 1 BW | Datei hochladen | Schlachthausgasse 3 Standort                    | 1962–1963 | Karl Kupsky                                                                                                  | Skulptur Mädchen mit Ähren von Margarete Hanusch | 104       | Identadresse Schnirchgasse 1-7 |
| 465                                                                | 1    | Datei hochladen | Schlachthausgasse 39 Standort                   | 1953–1954 | J. Parzer | | 109       | Identadresse Baumgasse 77, Barthgasse 2 |
| 447 HERIS-ID: 110605 Objekt-ID: 128319                             | 1    | Datei hochladen | Schlachthausgasse 44 Standort                   | 1937–1938 | Otto Nadel                                                                                                   | Bronzerelief mit Handwerker, Bauern und Frau mit Kind | 24        | Denkmalschutz |
| 441                                                                | BW   | Datei hochladen | Schützengasse 27-29 Standort                    | 1966–1968 | Josef Ludwig Kalbac                                                                                          | | 36        | |
| Franz-Seitler-Hof 88                                               | 1    | Datei hochladen | Sebastianplatz 5 Standort                       | 1954–1955 | Fritz Hannes Schneider, Hilde Schwaiger                                                                      | Natursteinmosaik mit Darstellung des Scharlachrennens von Robert Aigner (1953/55) | 136       | Benannt nach dem Bezirksvorsteher der Landstraße Franz Seitler (1909–1993). Identadresse Sebastianplatz 6 |
| 449 HERIS-ID: 108439 Objekt-ID: 125887                             | 1    | Datei hochladen | Strohgasse 14f Standort                         | 1949–1950 | Anton Brenner                                                                                                | zwei Mosaike, spielende Kinder darstellend, von Albert Janesch (1949/50) über den beiden Eingängen | 35        | Denkmalschutz Identadresse Grimmelshausengasse 14 |
| 492                                                                | BW   | Datei hochladen | Trubelgasse 10 Standort                         | 1980–1981 | Paul Slupetzky                                                                                               | | 26        | |
| 458                                                                | 1    | Datei hochladen | Uchatiusgasse 10-12 Standort                    | 1951–1952 | Georg Fleischmann                                                                                            | | 43        | |
| 498                                                                | 1    | Datei hochladen | Untere Weißgerberstraße 4 Standort              | 1986–1988 | Peter Koban                                                                                                  | | 8         | |
| 487                                                                | 1    | Datei hochladen | Untere Weißgerberstraße 18 Standort             | 1969–1971 | Edgar Göth                                                                                                   | Natursteinplastik Komposition von Franz Xaver Hauser (1970/71) an der Straßenecke | 48        | |
| 454                                                                | 1    | Datei hochladen | Untere Weißgerberstraße 53-59 Standort          | 1950–1951 | Alfons Hetmanek                                                                                              | zweiteiliges Mosaik an der Hausecke: Frühling links und Herbst rechts von Robert Aigner (1952/53) | 79        | Identadresse Paracelsusgasse 3-5 |
| 437                                                                | 1    | Datei hochladen | Weinlechnergasse 1 Standort                     | 1928–1929 | August Hauser                                                                                                | | 26        | Identadresse Rabengasse 15 |
| 440                                                                | 1    | Datei hochladen | Weißgerberlände 24 Standort                     | 1929–1930 | Alexander Graf                                                                                               | | 23        | |
| 444                                                                | 1    | Datei hochladen | Weißgerberlände 30-36 Standort                  | 1931–1932 | Friedrich Schlossberg                                                                                        | Ein Geschäftslokal in der Unteren Weißgerberstraße dient als Lager des Kunsthauses Wien und wurde von Hundertwasser mit entsprechenden Dekorelementen versehen                                                                                                  | 153       | Identadresse Custozzagasse 14-18, Untere Weißgerberstraße 23-25 |
| 496                                                                | 1    | Datei hochladen | Wällischgasse 10-12 Standort                    | 1981–1983 | Rudolf Pamlitschka                                                                                           | | 35        | |
| 503                                                                | 1    | Datei hochladen | Würtzlerstraße 23 Standort                      | 1993–1994 | Heinz Ekhart                                                                                                 | | 21        | Identadresse Barthgasse 11 |
| Anton-Schmid-Hof 459                                               | 1    | Datei hochladen | Zaunergasse 12-14 Standort                      | 1952–1953 | Otto Artner                                                                                                  | Vier Nischenskulpturen jeweils links und rechts der Durchfahrt. Stadteinwärtige Seite: Männliche Figur von Rudolf Beran (1953), Weibliche Figur von Erwin Hauer (1953). Stadtauswärtige Seite: Männliche Figur und Mutter mit Kind von Rudolf Schmidt (1957/59) | 147       | Benannt nach dem Politiker Anton Schmid (1920–2002) Identadresse Traungasse 5, Veithgasse 2, Zaunergasse 5-7, Marokkanergasse 6                                                                                                   |
| 443                                                                | 1    | Datei hochladen | Ziehrerplatz 8 Standort                         | 1931–1932 | Theophil Niemann                                                                                             | | 30        | |